# Шведский институт оборонных исследований
Шведский институт оборонных исследований (швед. Totalförsvarets forskningsinstitut, FOI; дословно — Институт исследований всеобъемлющей обороны) — государственное научно-исследовательское учреждение Швеции, разработками в области обороны и безопасности.

Герб

Штаб-квартира FOI расположена в районе Чиста в Стокгольме. Другие офисы и исследовательские центры института находятся в Гриндшёне, Линчёпинге и Умео.

## История
Институт FOI был образован в 2001 году путём объединения Шведского национального института оборонных исследований (FOA) и Шведского аэродинамического института (FFA). FFA был основан в 1940 году в районе Бромма (Стокгольм) как государственное исследовательское учреждение для шведской авиационной промышленности, значительная часть которой была ориентирована на военные цели.
FOA же был создан в 1945 году на базе трёх организаций:
- Химический институт вооружённых сил Швеции (швед. Försvarsväsendets kemiska anstalt, FKA), учреждённый в 1937 году в Урсвике (Сундбюберг)[15]; продолжал работы в области химического оружия[16], начатые в университетах Лунда (с 1926) и Уппсалы (с 1928);
- Институт военной физики (швед. Militärfysiska institutet, MFI), основанный в 1941 году как межвузовская координационная структура по применению физики в оборонных целях;
- отдел шведского Совета по изобретениям (швед. Statens uppfinnarnämnd, SUN), занимавшийся радиолокационными исследованиями с 1942 года[17].

Одним из ключевых объектов FOA стал исследовательский центр в Гриндшёне (Grindsjön), расположенный примерно в 40 км к югу от Стокгольма. Центр был основан в 1941 году как Институт военной физики и первоначально специализировался на исследованиях кумулятивных зарядов и ракет. В 1945 году он был включён в состав FOA. В течение десятилетий центр играл ведущую роль в исследованиях противотанкового оружия, взрывчатых веществ и защиты, оставаясь одним из важнейших полигонов оборонных разработок Швеции. В 1950–1960-х годах на его базе также велись ядерные исследования, включая оценку пригодности взрывчатых веществ для возможного создания атомного оружия. Гриндшён получил неофициальное прозвище «шведский Лос-Аламос».
Вскоре после создания FOA начало исследования в области ядерного оружия, включая как защитные технологии, так и проработку национальной программы. После подписания Швецией Договора о нераспространении ядерного оружия (1968), соответствующие разработки были прекращены, сохранились только исследования в области защиты.
В 1970-х годах часть подразделений FOA была переведена из Стокгольма в Карлстад, Линчёпинг и Умео. В 2005 году подразделения FOI в Стокгольме были объединены на одной площадке в районе Чиста.
К началу 1970-х годов численность персонала в Гриндшёне достигала около 140 человек. Однако к 1994 году она сократилась до 85 сотрудников. После организационных изменений и консолидации исследований численность вновь увеличилась: к декабрю 2001 года в центре работали около 140 человек, включая технический и обслуживающий персонал.
При создании FOI в 2001 году в нём работало около 1300 человек. В ходе реформ начала 2000-х годов численность персонала сократилась до ~1000 человек.

## Финансирование и персонал
Институт находится в ведении Министерства обороны Швеции, которое обеспечивает значительную часть его бюджета. Кроме того, FOI получает финансирование от других государственных учреждений Швеции, включая Управление по снабжению вооружений (FMV), а также от Европейского союза и международных партнёров.
По состоянию на 2024 год финансирование FOI складывается из следующих источников:
- 49 % — от Шведских вооружённых сил;
- 17 % — от Управления по снабжению вооружений (FMV);
- 19 % — в виде прямых ассигнований из государственного бюджета (через Министерства обороны и иностранных дел);
- остальная часть — за счёт международных и гражданских заказов, в том числе от Агентства по чрезвычайным ситуациям (MSB), полиции и Европейского союза.

Примеры проектов FOI включают:
- экспертизу в разработке системы Gripen;
- исследования по снижению заметности шведских военных кораблей;
- разработку методов защиты от электромагнитных помех;
- анализ подозрительных почтовых отправлений;
- исследования в области CBRN, кибербезопасности и вопросов разоружения.

По состоянию на конец 2024 года численность сотрудников FOI составила 1423 человека, что стало крупнейшим ростом за последние годы. Только в 2024 году было нанято 166 новых сотрудников, в основном в сфере исследований. Средний возраст персонала составил немногим более 45 лет, а средний стаж — около 9 лет. 41 % сотрудников, занятых в основной и управленческой деятельности, обладали учёной степенью (доктора или лиценциата). Оборот института впервые превысил 2 миллиарда шведских крон.

## Области деятельности
FOI проводит НИОКР и аналитические исследования преимущественно в интересах военной обороны, но также в области гражданской безопасности, защиты от стихийных бедствий, стратегического анализа и международной политики.
- C4ISR — командование, управление, связь, разведка, наблюдение, включая радиолокацию, оптоэлектронику, ИИ, безопасность ИТ-систем;
- Оборона и безопасность в области CBRN[англ.] — защита от химических, биологических, радиационных и ядерных угроз;
- Системы и технологии — вооружение, аэродинамика, ракеты, гидроакустика, баллистика, ядерное оружие и контроль над ним;
- Анализ в области обороны — кризисное управление, стратегия, международные миссии, геополитика (Россия, Арктика, Африка и др.);
- Административная поддержка — обеспечение деятельности института.

FOI публикует свои отчёты на шведском и английском языках в открытом доступе (в т. ч. на своём сайте).

### Авиационные исследования и симуляция
Институт ведёт активные исследования в области аэрокосмических технологий через два специализированных департамента: Aeronautics and Autonomous Systems и Systems Technology Department. Первый занимается аэродинамикой, структурными характеристиками, сигнатурами и динамикой полёта как пилотируемых, так и беспилотных летательных аппаратов. Второй департамент разрабатывает методы моделирования и симуляции для оценки эффективности систем «система-систем», включая боевые платформы и вооружения.
FOI также управляет Центром боевой симуляции ВВС Швеции (Swedish Air Force Combat Simulation Centre, FLSC), который используется для подготовки пилотов и оценки боевых сценариев с участием самолётов JAS 39 Gripen. Центр сочетает пилотируемые симуляторы и компьютерно-генерируемые силы (CGF), обеспечивая многостороннюю тренировку и исследования в реальном времени.

### Международное сотрудничество
FOI принимает участие в ряде международных исследовательских программ и проектов в сфере оборонных технологий. Среди них:
- EU-FP7 — Седьмая рамочная программа Европейского союза по научным исследованиям и технологическому развитию (например, проект AFLoNext — активное управление потоком, нагрузками и шумом для крыла следующего поколения);
- Garteur — Группа по аэрокосмическим исследованиям и технологиям (например, проекты AG54, AG55 по аэродинамике и противодействию);
- EDA — Европейское агентство обороны (например, проект LECoLoS по управлению потоком у малозаметных БПЛА);
- ESA — Европейское космическое агентство (например, проект DYNAST по динамической устойчивости капсул);
- EUREKA / Vinnova — межправительственная инициатива по научному сотрудничеству (например, проект COLOC);
- NATO/PfP — программа Партнёрство ради мира НАТО (например, проекты AVT-251, AVT-281, SET-200 по мультидисциплинарной оценке эффективности воздушных платформ и прогнозированию сигнатур)[3].

## Руководство

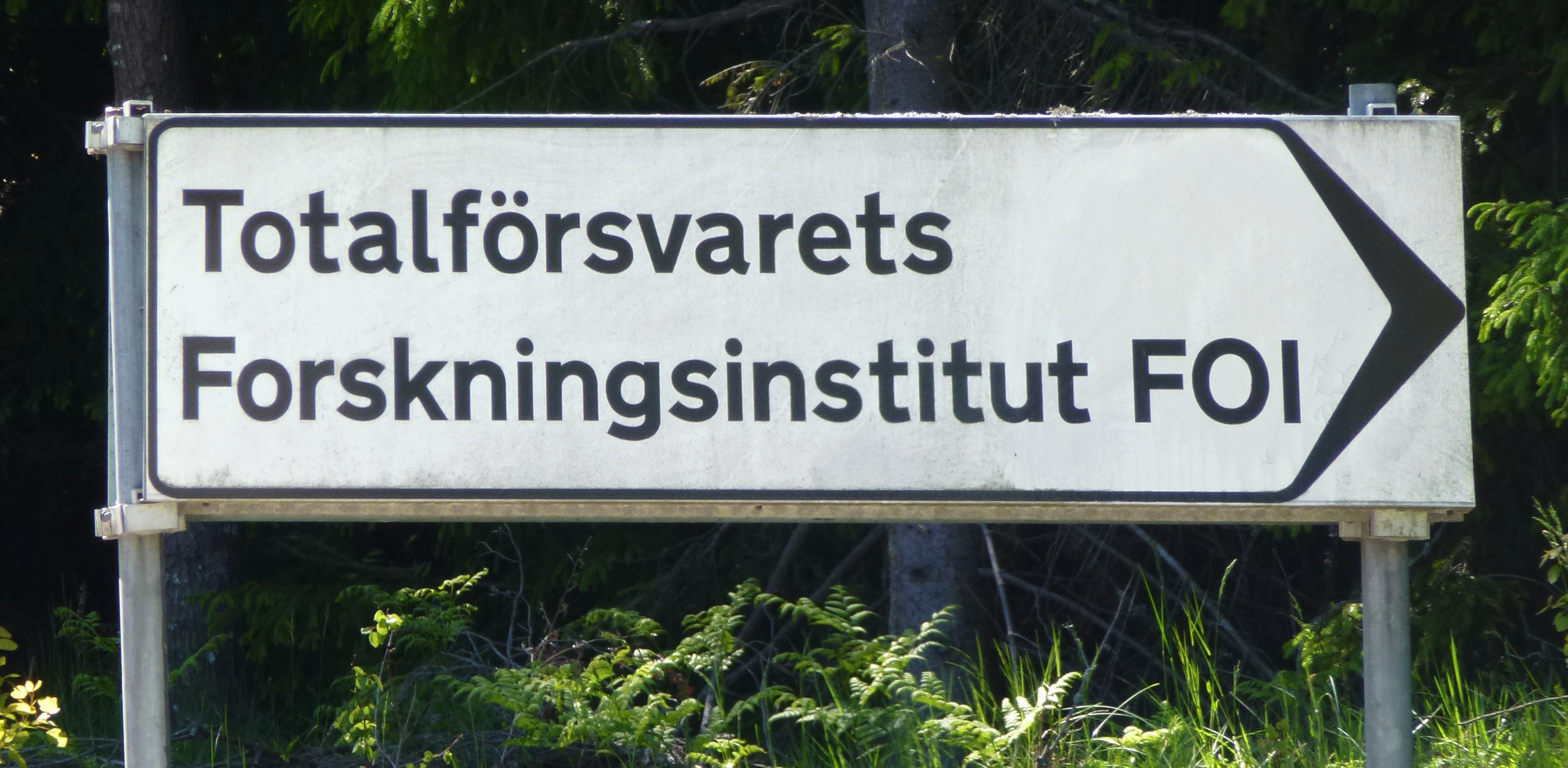
Дорожный знак возле Гриндшёна

| Период    | Имя                         |
| --------- | --------------------------- |
| 2001—2003 | Бенгт Андерберг             |
| 2003—2009 | Маделен Сандстрём           |
| 2009—2019 | Ян-Улоф Линд                |
| 2019      | Анна-Лена Эстерборг (и. о.) |
| 2019—н.в. | Йенс Матссон                |

## Международное сотрудничество и научные инициативы
В 2024 году FOI активно расширял свою деятельность в международной научной и оборонной кооперации. Важным фактором стал вступление Швеции в НАТО, что значительно расширило возможности института в области многосторонних и двусторонних исследовательских проектов с союзными государствами. Среди прочего, FOI реализует программы поддержки Украины, на которые в совокупности выделено около 180 миллионов шведских крон.
В рамках приоритетных научно-исследовательских направлений FOI в 2024 году начал разработку проектов в области военных спутников и роящихся беспилотных летательных аппаратов, отражающих растущий интерес к новейшим технологиям ведения военных действий и ситуационного мониторинга.

### Аналогичные организации
- Агентство по развитию оборонных технологий (Agency for Defense Development)
- Агентство перспективных оборонных научно-исследовательских разработок США (Defense Advanced Research Projects Agency, DARPA)
- Агентство оборонной промышленности (Defence Industry Agency)
- Организация оборонных научно-исследовательских и опытно-конструкторских разработок (Defence Research and Development Organisation, DRDO)
- Институт оборонных технологий (Defence Technology Institute)
- Военный институт вооружений (Military Institute of Armament Technology)
- Национальный институт науки и технологий Чжуншань (National Chung-Shan Institute of Science and Technology)

## Внешние ссылки
- На Викискладе есть медиафайлы по теме Шведский институт оборонных исследований

- foi.se — официальный сайт Шведский институт оборонных исследований